# David Roumieu

David Roumieu (Albi, 15 de octubre de 1981) es un exjugador de rugby francés, que tuvo una carrera de 15 años por diversión equipos del top 14 y que jugó en la posición de talonador.

## Carrera
Roumieu ha jugado la mayor parte de su carrera defendiendo los colores del Aviron Bayonnais hasta que en 2015 el club vasco desciende a Pro D2 y Roumieu decide desvincularse del club vasco y firmar por La Rochelle donde pasa un año donde apenas participa en el equipo debido a las lesiones. Por lo que cambia de aires firmando por Biarritz Olympique. 
| Club                       | País    | Año       | Partidos (Puntos) |
| -------------------------- | ------- | --------- | ----------------- |
| Union Sportive Montauban   | Francia | 2002-2005 | 16 (10)           |
| Castres Olympique          | Francia | 2005-2007 | 47 (10)           |
| Aviron Bayonnais           | Francia | 2007-2015 | 219 (100)         |
| Atlantique Stade Rochelais | Francia | 2015-2016 | 8 (5)             |
| Biarritz Olympique         | Francia | 2016-2017 |                   |